# Мелинна
Мелинна (др.-греч. Μελιννῶ) — древнегреческая поэтесса из Локр Эпизифирских в Южной Италии, жившая во II веке до н.э. Она считается автором поэмы Ода Риму, которая оказала влияние на будущее развитие греческой и римской поэзии. Её работа была охарактеризована как «то, с чем сохранившиеся остатки греческой поэзии не имеют аналогов».
Мелинна известна пятью сапфическими строфами поэмы, адресованной богине Роме — женскому олицетворению города Рим. Работа Мелинны была важна, потому что это была попытка возрождения умирающей сапфической строфы на древнегреческом языке.
Согласно записи в «Словаре греческой и римской биографии и мифологии», некоторые ученые XIX-го века утверждали, что «Ода Риму» на самом деле была написана Эринной, хотя в ней не указана их аргументация.